# Иванка Марковић
Иванка Марковић (Бања Лука, 17. новембар 1964) је правница, редовна професорка на Правном факултету Универзитета у Бањој Луци и народна посланица у Народној скупштини Републике Српске.

## Биографија
Правни факултет Универзитета у Бањој Луци (тада Универзитет „Ђуро Пуцар Стари”) уписала је школске 1983/84. године, а дипломирала је у јуну 1987. На истом факултету је одбранила магистарску тезу „Привилегована убиства” у мају 1997, као и докторску тезу „Право на живот и тјелесни интегритет као објекти кривичноправне заштите” у септембру 2001. године.
Запослена је на Правном факултету Универзитета у Бањој Луци од 1992. године, где је била асистенткиња (1992 — 1998), виша асистенткиња (1998 — 2002), доценткиња (2002 — 2006), ванредна професорка (2006 — 2012) и редовна професорка за ужу научну област Кривично право и Кривично процесно право (од 2012). Предаје предмете Кривично право и Криминологија са пенологијом. На истом факултету била је и продеканеса за наставу између 2008. и 2012. Поред Правног факултета у Бањој Луци, предаје и на Правном факултету Универзитета у Источном Сарајеву и Високој школи унутрашњих послова Бања Лука.
Била је чланица више експертских тимова за израду и реформу закона, међу којима су и експертски тим за израду првог Кривичног законика Републике Српске, експертски тим за реформу кривичног законодавства (2003) и експертски тим за израду Закона о заштити од насиља у породици (2012).
Предсједница је Савјета за сузбијање насиља у породици и породичној заједници Републике Српске и предсједница Комисије за надзор над заштитом и стањем људских права и услова у којима се извршавају кривичне санкције и друге мјере изречене у кривичном поступку.
Чланица је Комисије за помиловања Републике Српске и Комисије за информисање и признавање докумената из области високог образовања.
Чланица је Српске демократске странке и народна посланица у Десетом сазиву Народне скупштине Републике Српске. У Народну скупштину је ушла са компензационе листе СДС-а као представница хрватског народа.

## Радови
Објавила је 6 књига, један приручник и више од 80 научних и стручних радова.
Књиге:
- Кривичноправна заштита људског живота, Правни факултет – Институт за правне и друштвене науке, Бања Лука, 1997. (коаутор М. Бабић)
- Кривично право – посебни дио, Бања Лука, 2005, Правни факултет Универзитета у Бањој Луци (коаутор М. Бабић)
- Кривично право, општи дио, Бања Лука, 2008, Правни факултет Универзитета у Бањој Луци, (коаутор М. Бабић)
- Основи криминологије, 2007, Правни факултет Универзитета у Бањој Луци,
- Основи кривичног права, општи и посебни дио, 2008, Факултет за безбједност и заштиту у Бањој Луци (коаутор М. Бабић)